# Hypena varia
Hypena varia là một loài bướm đêm trong họ Erebidae.